# ⑧ Queen of J-POP
『⑧ Queen of J-POP』（はちクイーンオブジェイポップ）は、2013年9月4日にzetimaから発売された℃-uteの7枚目のオリジナルアルバム。

## 概要
初回生産限定盤A・B、通常盤の3形態で発売。初回生産限定盤A・Bには、DVDが同梱されている。

## 収録曲
全作詞・作曲：つんく（※特記以外）
1. ベーグルにハム&チーズ
編曲：平田祥一郎
2. 涙も出ない 悲しくもない なんにもしたくない
編曲：AKIRA
3. 悲しき雨降り
編曲：大久保薫
22ndメジャーシングル。
4. たどり着いた女戦士
編曲：上杉洋史
5. Crazy 完全な大人
編曲：平田祥一郎
21stメジャーシングル。
6. 日曜日は大好きよ
編曲：近藤圭一
7. 浴びる程の愛をください
編曲：山崎淳
8. 会いたい 会いたい 会いたいな
編曲：平田祥一郎
19thメジャーシングル。
9. アダムとイブのジレンマ
編曲：江上浩太郎
22ndメジャーシングル。
10. 私が本気を出す夜
編曲：宅見将典
11. この街
作詞：森高千里、セリフアレンジ：つんく、作曲：斉藤英夫、編曲：平田祥一郎
20thメジャーシングル。

初回生産限定盤A付属DVD
1. 「℃-uteコンサートツアー2013春～トレジャーボックス～」LIVE映像

初回生産限定盤B付属DVD
1. ベーグルにハム&チーズ(Music Video)
2. Crazy 完全な大人(Crazy Dance Ver.)
3. アルバムコメンタリー&メイキング映像